# La canzone dei lupi
La canzone dei lupi è un singolo del duo musicale italiano Coma Cose, entrato in rotazione radiofonica il 30 aprile 2021 come secondo estratto dall'album Nostralgia.

## Video musicale
Il videoclip del brano, diretto da No Text Azienda, è stato pubblicato il 31 maggio 2021 sul canale YouTube di Coma Cose.

## Tracce
Testi di Fausto Zanardelli, Francesca Mesiano, musiche di Fausto Zanardelli, Fabio Dalè, Carlo Frigerio.
1. La canzone dei lupi – 3:19

## Riconoscimenti
- 2022 – Videoclip Italia Awards[3]
  - Candidatura ai migliori effetti visivi